# Floyd Mayweather Jr. vs. Conor McGregor
Floyd Mayweather Jr. vs. Conor McGregor, conosciuto anche come "The Money Fight" e "The Biggest Fight in Combat Sports History", è stato un incontro di pugilato tra l'imbattuto pluricampione Floyd Mayweather Jr. e il campione di arti marziali miste (MMA) Conor McGregor. L'incontro si svolse alla T-Mobile Arena di Paradise, Nevada, il 26 agosto 2017, nella categoria pesi superwelter (max 69,9 kg o 154 libbre). Il match era strutturato in dodici round ed ha stabilito il record di secondo incasso più alto in assoluto per un pay-per-view nella storia.
Mayweather sconfisse McGregor al decimo round per KO tecnico, allungando così il proprio record personale a 50 vittorie e 0 sconfitte (50-0), superando il record precedente di 49-0 stabilito da Rocky Marciano. A Mayweather fu garantito un compenso di 100 milioni di dollari, mentre McGregor acquisì un premio di 30 milioni. Tuttavia, i guadagni ricevuti dai due combattenti si presume siano di molto superiori, con un guadagno per Mayweather di oltre 300 milioni di dollari, e di 100 milioni per McGregor.

## Contesto

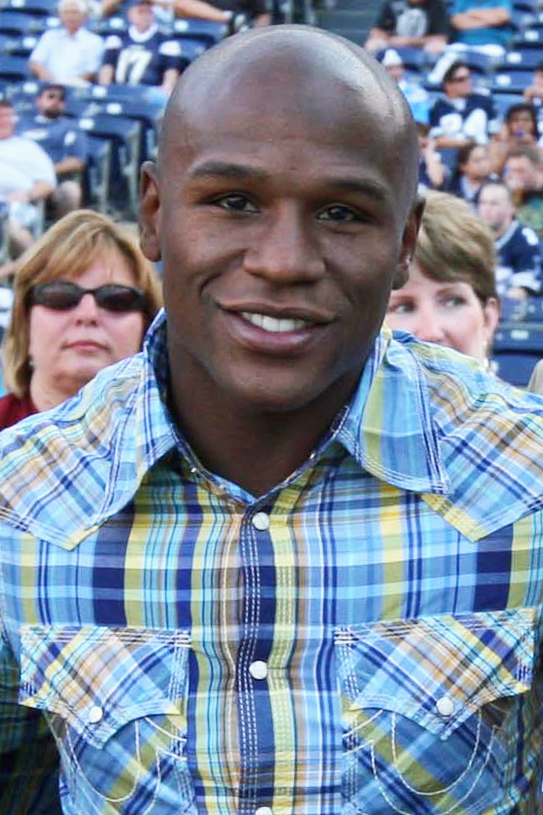
Floyd Mayweather Jr.

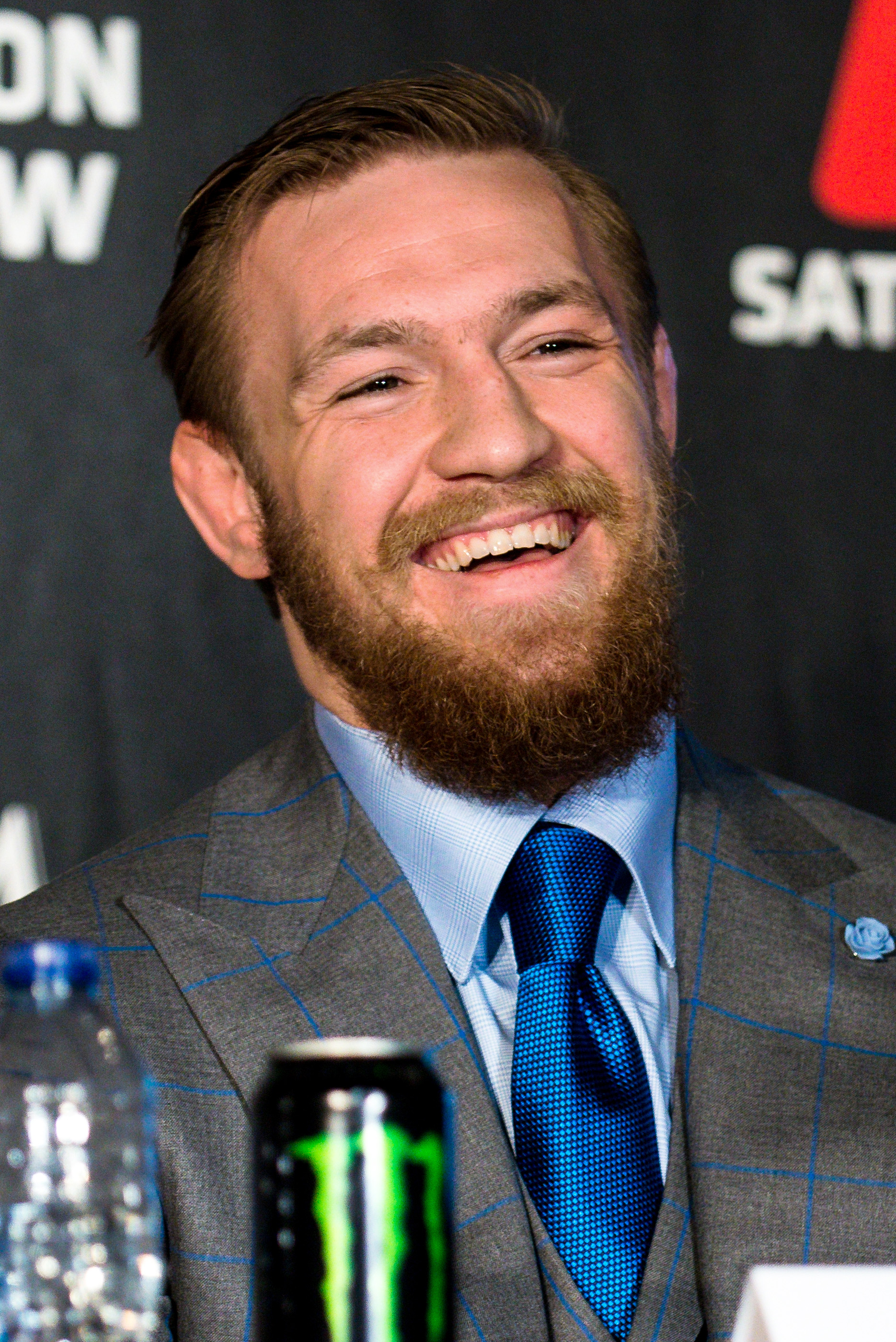
Conor McGregor

Durante la sua carriera di successo nella federazione di arti marziali miste UFC, McGregor dimostrò di interessarsi al pugilato e avanzò l'idea di un confronto con Mayweather. Notoriamente, Mayweather chiese a Freddie Roach di allenare McGregor se mai il match si fosse concretizzato. Il 30 novembre 2016 McGregor ottiene la licenza da pugile professionista dalla commissione atletica della California. Il presidente UFC Dana White smentì le voci del match durante una puntata del The Dan Patrick Show, dichiarando che Mayweather avrebbe prima dovuto parlare con lui essendo McGregor sotto contratto con la UFC. Nel gennaio 2017, fu diffusa la notizia che le due parti si stavano avvicinando per discutere della cosa.
Il 7 marzo 2017, Mayweather contattò personalmente McGregor per "firmare le carte" e "farlo accadere", presupponendo che "se Conor McGregor voleva veramente il match, smettesse di parlare e si decidesse sul serio". Il 10 marzo 2017, Mayweather dichiarò che solo un match con McGregor lo avrebbe fatto uscire dal ritiro. Il 18 maggio 2017, McGregor accettò tutte le condizioni di Mayweather e firmò il contratto. La conferma ufficiale dell'incontro si ebbe il 14 giugno.
In vista dell'incontro, fu realizzato un murale su una parete della palestra di Dublino dove si allenava McGregor, la Straight Blast Gym, raffigurante McGregor che colpisce Mayweather con un gancio sinistro al volto.

## L'incontro
Era ampiamente previsto che Mayweather dominasse l'incontro senza problemi, tuttavia McGregor cominciò molto forte nei primi round, attaccando maggiormente rispetto all'avversario anche, in parte, come conseguenza della tattica attendista di Mayweather che ricorse alle corde del ring nella prima parte del match. Con il proseguire del match, McGregor iniziò a risentire sempre più della fatica, non essendo abituato alla lunga distanza poiché, solitamente, un incontro di MMA dura solo pochi minuti; e Mayweather passò all'attacco. Al nono round, Mayweather mise a segno una serie di colpi al viso di McGregor, e l'assalto proseguì anche nel decimo round fino a quando l'arbitro Robert Byrd decise di fermare l'incontro decretando la vittoria di Mayweather per KO tecnico, dato che McGregor sembrava non essere più in grado di difendersi.
Al termine del match, Mayweather fece i propri complimenti all'avversario definendolo "un vero campione". Di contro McGregor dichiarò che secondo lui il combattimento era stato fermato dall'arbitro troppo presto, ma disse di rispettare comunque la decisione presa dal direttore di gara. Anche Mayweather si disse d'accordo con la decisione dell'arbitro di fermare il match, e spiegò che aveva evitato di infliggere ulteriori danni a McGregor per proteggerlo da eventuali danni cerebrali, dicendo: «Lui ha una carriera. Sai, lui ha ancora una carriera davanti. ... (poteva essere) molto dannoso».
Nell'intervista post-match, Mayweather annunciò il suo ritiro ufficiale dallo sport dichiarando di aver combattuto il suo ultimo incontro di pugilato in assoluto.

### Giudici e arbitro
Il 16 agosto 2017, furono annunciati l'arbitro e la giuria assegnati all'incontro:
- Arbitro: Robert Byrd
- Giudici: Burt Clements, Dave Moretti e Guido Cavalleri

## Il programma (PPV)
| N. | Match                                         | Titolo in palio                               | Risultato                                      | Round | Tempo |
| -- | --------------------------------------------- | --------------------------------------------- | ---------------------------------------------- | ----- | ----- |
| 1  | Floyd Mayweather Jr. sconfigge Conor McGregor | "WBC Money Belt"                              | TKO                                            | 10º   | 01:05 |
| 2  | Gervonta Davis sconfigge Francisco Fonseca    | Per il titolo vacante IBF junior lightweight  | KO                                             | 8º    | 00:39 |
| 3  | Badou Jack sconfigge Nathan Cleverly          | Per il titolo WBA (Regular) light heavyweight | TKO                                            | 5º    | 02:47 |
| 4  | Andrew Tabiti sconfigge Steve Cunningham      | Per il titolo vacante USBA cruiserweight      | Decisione unanime (UD) (97-93, 100-90, 100-90) | 10º   |       |
| 5  | Yordenis Ugás sconfigge Thomas Dulorme        |                                               | UD (94-91, 93-92, 93-92)                       | 10º   |       |
| 6  | Juan Heraldez sconfigge Jose Miguel Borrego   |                                               | UD (98-96, 97-92, 97-92)                       | 10º   |       |
| 7  | Antonio Hernandez sconfigge Kevin Newman      |                                               | UD                                             | 6º    |       |
| 8  | Savannah Marshall sconfigge Sydney LeBlanc    |                                               | UD (40-36, 40-36, 40-36)                       | 4º    |       |

## Diffusione

### Stati Uniti d'America
Negli Stati Uniti, l'incontro fu trasmesso in televisione in pay-per-view da Showtime, disponibile su vari canali Tv tradizionali e servizi digitali.

### Internazionale
| Nazione                         | Canale                              |
| ------------------------------- | ----------------------------------- |
| Albania (bandiera)              | SuperSport                          |
| Argentina (bandiera)            | Fox Premium                         |
| Australia (bandiera)            | Main Event                          |
| Austria (bandiera)              | DAZN                                |
| Azerbaigian (bandiera)          | CBC Sport                           |
| Bielorussia (bandiera)          | Belarus 5                           |
| Belgio (bandiera)               | Eleven Sports                       |
| Bosnia ed Erzegovina (bandiera) | Sport Klub                          |
| Brasile (bandiera)              | Canal Combate PPV                   |
| Brunei (bandiera)               | Astro PPV                           |
| Bulgaria (bandiera)             | Mtel Sport                          |
| Croazia (bandiera)              | Sport Klub                          |
| Croazia (bandiera)              | RTL Televizija                      |
| Cambogia (bandiera)             | CTN                                 |
| Cina (bandiera)                 | CCTV-5                              |
| Cipro (bandiera)                | CytaVision                          |
| Rep. Ceca (bandiera)            | Nova Sport 1                        |
| Danimarca (bandiera)            | Viaplay PPV                         |
| Estonia (bandiera)              | Viaplay PPV                         |
| Figi (bandiera)                 | Sky Pacific PPV                     |
| Finlandia (bandiera)            | Viaplay PPV                         |
| Francia (bandiera)              | Canal+                              |
| Georgia (bandiera)              | Silk Universal                      |
| Germania (bandiera)             | DAZN                                |
| Grecia (bandiera)               | Cosmote Sport                       |
| Hong Kong (bandiera)            | Now TV PPV                          |
| Ungheria (bandiera)             | Sport 1                             |
| Islanda (bandiera)              | Stöð 2 Sport                        |
| Irlanda (bandiera)              | Sky Sports Box Office               |
| India (bandiera)                | VEQTA                               |
| Israele (bandiera)              | Sport 1                             |
| Israele (bandiera)              | 5 LIVE                              |
| Indonesia (bandiera)            | tvOne                               |
| Indonesia (bandiera)            | iflix                               |
| Italia (bandiera)               | Sky Sport                           |
| Giappone (bandiera)             | DAZN                                |
| Kazakistan (bandiera)           | Khabar                              |
| Kirghizistan (bandiera)         | KTRK                                |
| Lettonia (bandiera)             | Viaplay PPV                         |
| Macedonia del Nord (bandiera)   | Sport Klub                          |
| Malaysia (bandiera)             | Astro PPV                           |
| Messico (bandiera)              | Fox Sports                          |
| Moldavia (bandiera)             | ProTV Chișinău                      |
| Montenegro (bandiera)           | Sport Klub                          |
| Birmania (bandiera)             | SkyNet Sports                       |
| Paesi Bassi (bandiera)          | Fox Sports                          |
| Nuova Zelanda (bandiera)        | Sky Arena                           |
| Norvegia (bandiera)             | Viaplay PPV                         |
| Filippine (bandiera)            | Cignal PPV                          |
| Polonia (bandiera)              | Cyfrowy Polsat PPV                  |
| Portogallo (bandiera)           | Šport TV                            |
| Porto Rico (bandiera)           | Claro TV PPV                        |
| Romania (bandiera)              | Pro TV                              |
| Russia (bandiera)               | Channel One                         |
| Serbia (bandiera)               | Sport Klub                          |
| Singapore (bandiera)            | SuperSports PPV                     |
| Slovacchia (bandiera)           | Dajto                               |
| Slovenia (bandiera)             | Sport Klub                          |
| Sudafrica (bandiera)            | SuperSport                          |
| Corea del Sud (bandiera)        | KBS2                                |
| Corea del Sud (bandiera)        | SpoTV On                            |
| Spagna (bandiera)               | beIN Sports                         |
| Svezia (bandiera)               | Viaplay PPV                         |
| Svizzera (bandiera)             | DAZN                                |
| Taiwan (bandiera)               | Eleven Sports                       |
| Tagikistan (bandiera)           | Varzish Sport                       |
| Thailandia (bandiera)           | Workpoint TV                        |
| Turchia (bandiera)              | S Sport                             |
| Ucraina (bandiera)              | 2+2                                 |
| Emirati Arabi Uniti (bandiera)  | OSN Sports Box Office               |
| Regno Unito (bandiera)          | Sky Sports Box Office (televisione) |
| Regno Unito (bandiera)          | BBC Radio                           |
| Stati Uniti (bandiera)          | Showtime PPV                        |
| Stati Uniti (bandiera)          | AFN Sports                          |
| Uzbekistan (bandiera)           | Uzreport TV                         |
| Vietnam (bandiera)              | Kplus                               |